# Callistachys alpestris
Podolobium alpestre là một loài thực vật có hoa trong họ Đậu. Loài này được (F. Muell.) Kuntze miêu tả khoa học đầu tiên năm 1891.